# Association générale des élèves et étudiants de Côte d’Ivoire
L'Association générale des élèves et étudiants de Côte d’Ivoire (AGEECI), créée le 20 Juin 2004 est une association à but non lucratif, sans discrimination ethnique, religieuse et niveau social. Elle est aussi un syndicat qui dénonce les problèmes que rencontrent l'école ivoirienne. Elle a notamment été impliquée dans les troubles des années 2000 en étant notamment opposée à un syndicat étudiant rival la FESCI. Elle est actuellement dirigée par Mohamed Lamine Diaby ,.